# Francesco Basili
Francesco Basili, o Basily o incluso Basilj (Loreto, 31 de enero de 1767 – Roma, 25 de marzo de 1850), fue un maestro de capilla y compositor italiano, padre del también compositor Basilio Basili.

## Biografía
Hijo y discípulo de Andrea Basili, quien le inició en la música con Giovanni Battista Borghi, en 1783 se convirtió en miembro de la Academia de Santa Cecilia en Roma, en la que, después de trasladarse a la ciudad papal cuando murió su padre, estudió con Giuseppe Jannacconi. Desde la segunda mitad de los años ochenta del siglo XVIII ganó diversas plazas de maestro de capilla: en Foligno, de 1786 a 1789, a continuación, en Macerata hasta 1803, y después de una pausa de seis años, trabajó en su ciudad natal de 1809 a 1828. Fue entonces director del Conservatorio de Milán (1827-1837), donde  presidió el comité que apoyó la incorporación del, entonces, joven Giuseppe Verdi.
Finalmente fue maestro de la Cappella Giulia de la basílica de San Pedro de la Ciudad del Vaticano. Fue miembro de las Academias de Bolonia, Roma, Módena y de la Academia de las Artes de Prusia de Berlín.
Dejó un gran número de composiciones acabadas, tanto de música profana como religiosa, entre las que destacan las óperas Achille nell’ assedio di Troya, Il retorno de Ulysse y una Antigona. Debutó en el Teatro de la Scala el 26 de enero de 1819 con Gl'Illinesi.